# Oak Ridge (Tennessee)
Oak Ridge er en by i Tennessee i USA. Byen blev grundlagt i begyndelsen af 1940'erne under 2. verdenskrig som base for Manhattan-projektet under ledelse af general Leslie R. Groves og fysikeren J. Robert Oppenheimer.
Der blev opført tre anlæg med det formål at udføre forskning i forbindelse med elektromagnetisk separation, termisk diffusion og gasdiffusion. Anlæggene blev løbende nedlagt, de to første umiddelbart efter krigens afslutning og sidstnævnte i 1985.
For tiden (2009) udføres et avanceret, atomart udviklingsarbejde samt forskning vedrørende energi- og miljøproblemer på den herbeliggende institution, Oak Ridge National Laboratory.